# 泰克河
泰克河（法語：Tech，法語發音：[tɛk] ⓘ）是法國的河流，位於該國南部，河道全長84公里，流域面積721平方公里，平均流量每秒8.9立方米，發源自普拉茨德莫约-拉普雷斯特，最終在滨海阿热莱斯注入地中海。

## 名称
该河名“Tech”发音为[tɛk]，字母“ch”发音为/k/而非/ʃ/，《世界地名翻译大辞典》与《世界地名译名词典》将其误译作“泰什河”。